# Amarantfa
Az amarantfa vagy purpleheart Dél-Amerika északkeleti részéből származó élénk lilásvörös színű kemény lombos faanyag, a Peltogyne venosa és más Peltogyne fajokhoz tartozó fák anyaga.
Kereskedelmi nevei még: amarante,  amaranth, Violettholz, pau roxo, palo morado, bois purpre, bois violet, violetwood.

## Az élő fa
A trópusi alsó esőerdőkben honos, Guyana, Suriname, Brazília területén található meg. 30 méteres magasságot ér el, törzse általában egyenes, hengeres. A kérge sötétszürke, fénylő.

## A faanyag
A szíjács széles, szürkésfehér, gyakran vörös csíkokkal. A frissen vágott fa gesztje barnás színű, de hamar a bíborvörös és az ibolyakék közötti árnyalatra sötétedik. Az időjárásnak kitéve sokszor kékesfeketévé válik. Edényei közepesek, középnagyok, a fa növekedési zónáit pórusokban szegényebb övezetek jelzik. A bélsugarak a sugárirányú metszeten szabad szemmel finom keresztirányú vonalkákként láthatók.

## Felhasználása
SzárításJól, de lassan szárítható, nem különösebben hajlamos a repedésre, vetemedésre. Használat közbeni stabilitása jó.
MegmunkálásElég nehéz megmunkálni, a vágóéleket mérsékelten vagy erősebben tompítja. A gyantatartalma gyakran a szerszámokra tapad.
RögzítésSzögezéskor, csavarozáskor előfúrás szükséges. Jól ragasztható.
FelületkezelésAz olajjal, viasszal való beeresztés szép eredményt ad, a szeszlakkok halványíthatják a színét.
TartósságA geszt gombáknak, rovaroknak, fúrókagylóknak ellenálló, saválló, időjárásálló, nagyon tartós.
Késelt színfurnér készül belőle, bútor, sportszerek, a belsőépítészet, hajógyártás anyaga. Esztergálásra, faragásra, intarziára alkalmas. Szerkezeti faként erős igénybevételre külső és belső építkezéseken, hídépítésre, víziépítésre, a gyengébb minőségű anyag vasúti talpfának  használható.  